# Robert Nüßle
Robert Nüßle (* 1987) ist ein ehemaliger deutscher Schwimmsportler. 2012 wurde er Deutscher Meister über 800 Meter Freistil auf der 25-m-Bahn.

## Erfolge
Bei den Deutschen Kurzbahnmeisterschaften 2012 in der Wuppertaler Schwimmoper bewältigte er die 800 m als Sieger in 7:49,50 min. Bei derselben Veranstaltung wurde er über 1500 m in 14:54,91 Dritter (Sieger Sören Meißner, 14:51,67) und über 400 m Siebter.
Ein Jahr zuvor bei den Deutschen Meisterschaften im Freiwasserschwimmen in Rostock erreichte der für den SSC Erfurt Startende über 10 km in 1:59,10 hinter dem Würzburger Christian Reichert (1:56:09,37) den zweiten Rang.
Weitere Erfolge waren bei den Deutschen Schwimmmeisterschaften 2013 zwei jeweils dritte Plätze über 800 und über 1500 m.
Dabei war über 800 m wieder Sören Meißner vom SV Würzburg 05 in 7:55,63 vor Martin Grodzki vom SSC Berlin-Reinickendorf (7:58,63) und Nüßle (8:03,18) erfolgreich; über 1500 m siegte Meißner in 15:12,72 vor Grodzki (15:22,80) und Nüßle (15:25,92).

## Karriereende
Wegen Meinungsverschiedenheiten mit DSV-Oberen verkündete Nüßle im Oktober 2013 seinen Rücktritt vom Leistungssport.